# Potulicki Hrabia

Wizerunek herbu w opracowaniu graficznym Tadeusza Gajla

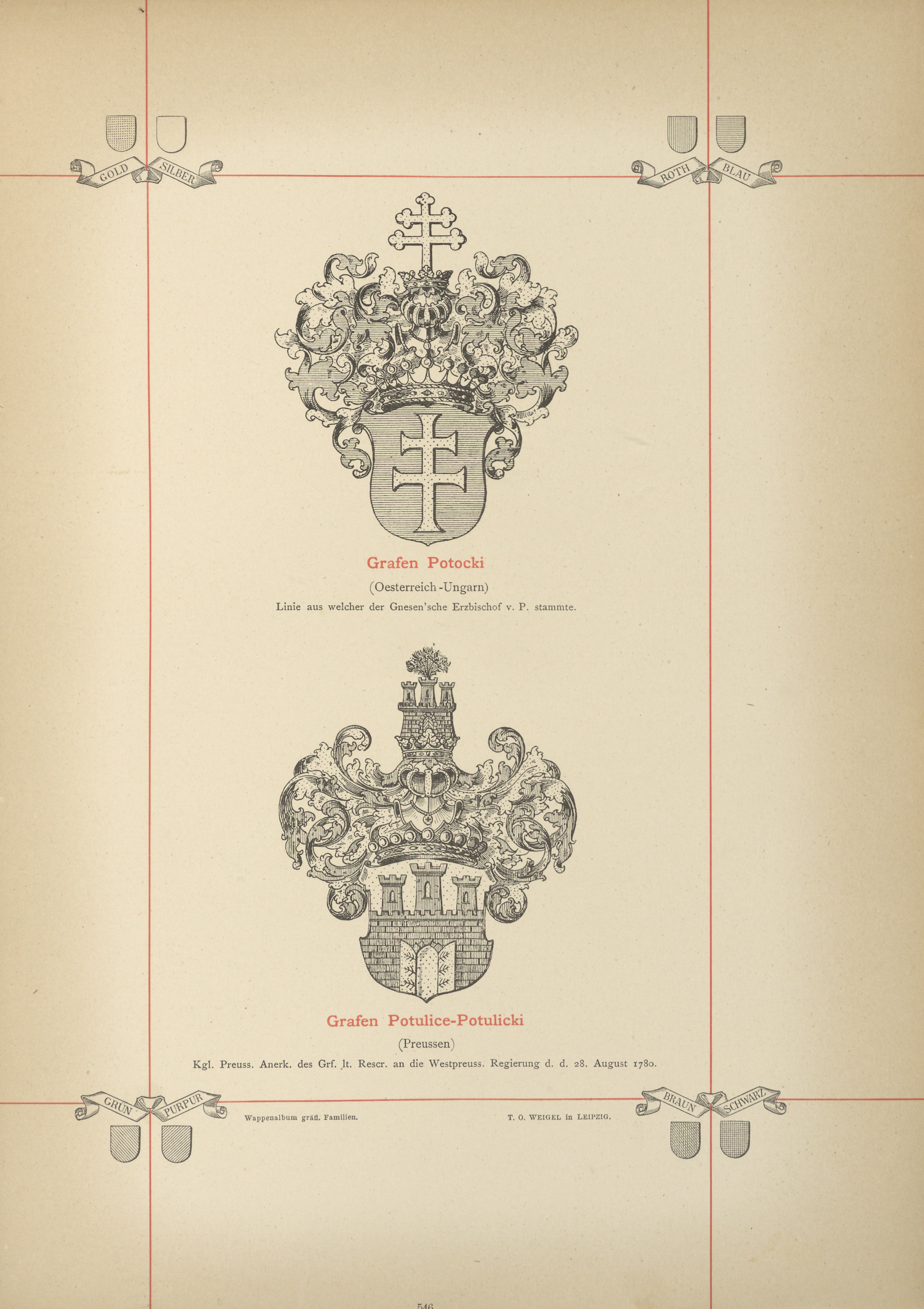
Potulicki Hrabia w herbarzu rodów hrabiowskich Niemiec i Austro-Węgier z 1889 roku

Potulicki Hrabia – polski herb hrabiowski, odmiana herbu Grzymała, nadany w Prusach.

## Opis herbu
Opis zgodnie z klasycznymi regułami blazonowania:
W polu złotym blankowane mury obronne czerwone z otwartymi podwojami złotymi okutymi żelazem, nad którymi trzy baszty czerwone, z których środkowa największa. Nad tarczą korona hrabiowska, nad którą hełm z klejnotem: pięć piór pawich nad murami z basztami jak w godle, ale z zamkniętymi podwojami. Labry czerwone podbite złotem.

## Najwcześniejsze wzmianki
Herb wymieniony po raz pierwszy w herbarzu rodzin hrabiowskich Niemiec i Austro-Węgier z 1889 roku. Następnie pojawił się w herbarzu Ostrowskiego (1902 wizerunek, 1906 opis) i tzw. Nowym Siebmacherze z 1905 roku, oraz 
Herb rodziny wielkopolskiej z Potulic, piszącej się także ze Złotowa i Chodzieży oraz Więcborku, która miała otrzymać tytuł hrabiowski polski w 1757 roku w osobie Michała, generała wojsk polskich. Następnie tytuł z dodatkiem herbowym zatwierdzony został w Prusach 28 sierpnia 1780 roku oraz w Rosji 5 czerwca 1852 dla syna, Kacpra.

## Herbowni
Jedna rodzina herbownych (herb własny):
- Graf Potulicki (także Potulice-Potulicki).